# Seria GP2 – Nürburgring 2011
Runda GP2 na torze Nürburgring – szósta runda mistrzostw serii GP2 w sezonie 2011.

## Wyniki

### Główny wyścig

#### Wyścig
Źródło: Wyprzedź Mnie!
Źródło: Wyprzedź Mnie!
| P                 | + / –     | Nr | Kierowca            | Konstruktor             | Okr. | Czas / Strata | Komentarz |
| ----------------- | --------- | -- | ------------------- | ----------------------- | ---- | ------------- | --------- |
| 1                 | 1         | 19 | Luca Filippi        | Scuderia Coloni         | 34   | 1h01m06,975   |           |
| 2                 | 1         | 3  | Charles Pic         | Barwa Addax Team        | 34   | +0:05,558     |           |
| 3                 | Bez zmian | 11 | Romain Grosjean     | DAMS                    | 34   | +0:06,877     |           |
| 4                 | Bez zmian | 5  | Jules Bianchi       | Lotus ART               | 34   | +0:33,491     |           |
| 5                 | 4         | 10 | Marcus Ericsson     | iSport International    | 34   | +0:37,716     |           |
| 6                 | 1         | 4  | Giedo van der Garde | Barwa Addax Team        | 34   | +0:41,146     |           |
| 7                 | 5         | 7  | Dani Clos           | Racing Engineering      | 34   | +0:45,977     |           |
| 8                 | 3         | 9  | Sam Bird            | iSport International    | 34   | +0:46,461     |           |
| 9                 | 3         | 1  | Fabio Leimer        | Rapax Team              | 34   | +0:47,075     |           |
| 10                | 10        | 20 | Rodolfo González    | Trident Racing          | 34   | +0:48,452     |           |
| 11                | 10        | 23 | Johnny Cecotto Jr.  | Ocean Racing Technology | 34   | +1:12,166     |           |
| 12                | 4         | 18 | Michael Herck       | Scuderia Coloni         | 34   | +1:12,581     |           |
| 13                | 5         | 6  | Esteban Gutiérrez   | Lotus ART               | 34   | +1:13,285     |           |
| 14                | 4         | 27 | Davide Valsecchi    | Caterham Team Air Asia  | 34   | +1:13,447     |           |
| 15                | 9         | 2  | Julián Leal         | Rapax Team              | 34   | +1:20,824     |           |
| 16                | 2         | 17 | Adam Carroll        | Super Nova Racing       | 34   | +1:23,404     |           |
| 17                | 8         | 16 | Fairuz Fauzy        | Super Nova Racing       | 34   | +1:25,492     |           |
| 18                | 8         | 24 | Max Chilton         | Carlin                  | 34   | +1:26,566     |           |
| 19                | Bez zmian | 14 | Josef Král          | Arden International     | 34   | +1:31,615     |           |
| 20                | 2         | 15 | Jolyon Palmer       | Arden International     | 33   | +1 okr.       |           |
| 21                | 14        | 25 | Álvaro Parente      | Carlin                  | 32   | +2 okr.       |           |
| Niesklasyfikowani |           |    |                     |                         |      |               |           |
|                   |           | 26 | Luiz Razia          | Caterham Team Air Asia  | 29   |               |           |
|                   |           | 21 | Stefano Coletti     | Trident Racing          | 28   |               |           |
|                   |           | 8  | Christian Vietoris  | Racing Engineering      | 28   |               |           |
|                   |           | 12 | Pål Varhaug         | DAMS                    | 0    |               |           |
|                   |           | 22 | Kevin Mirocha       | Ocean Racing Technology | 0    |               |           |
| P                 | + / –     | Nr | Kierowca            | Konstruktor             | Okr. | Czas / Strata | Komentarz |

#### Najszybsze okrążenie
| Nr | Kierowca     | Konstruktor     | Czas     | Okr. |
| -- | ------------ | --------------- | -------- | ---- |
| 19 | Luca Filippi | Scuderia Coloni | 1:42,696 | 23   |

### Sprint

#### Wyścig
Źródło: Wyprzedź Mnie!
| P                 | + / – | Nr | Kierowca            | Konstruktor             | Okr. | Czas / Strata | Komentarz |
| ----------------- | ----- | -- | ------------------- | ----------------------- | ---- | ------------- | --------- |
| 1                 | 5     | 11 | Romain Grosjean     | DAMS                    | 23   | 45:09,296     |           |
| 2                 | 3     | 5  | Jules Bianchi       | Lotus ART               | 23   | +0:01,569     |           |
| 3                 | 5     | 19 | Luca Filippi        | Scuderia Coloni         | 23   | +0:07,768     |           |
| 4                 | 20    | 8  | Christian Vietoris  | Racing Engineering      | 23   | +0:14,388     |           |
| 5                 | 11    | 17 | Adam Carroll        | Super Nova Racing       | 23   | +0:24,962     |           |
| 6                 | 12    | 24 | Max Chilton         | Carlin                  | 23   | +0:42,102     |           |
| 7                 | 6     | 9  | Sam Bird            | iSport International    | 23   | +0:42,428     |           |
| 8                 | 1     | 1  | Fabio Leimer        | Rapax Team              | 23   | +0:45,561     |           |
| 9                 | 6     | 2  | Julián Leal         | Rapax Team              | 23   | +0:59,610     |           |
| 10                | 1     | 18 | Michael Herck       | Scuderia Coloni         | 23   | +1:04,044     |           |
| 11                | 8     | 14 | Josef Král          | Arden International     | 23   | +1:05,990     |           |
| 12                | 5     | 16 | Fairuz Fauzy        | Super Nova Racing       | 23   | +1:06,370     |           |
| 13                | 13    | 22 | Kevin Mirocha       | Ocean Racing Technology | 23   | +1:07,101     |           |
| 14                | 8     | 26 | Luiz Razia          | Caterham Team Air Asia  | 23   | +1:07,957     |           |
| 15                | 5     | 20 | Rodolfo González    | Trident Racing          | 23   | +1:15,328     |           |
| 16                | 12    | 10 | Marcus Ericsson     | iSport International    | 22   | +1 okr.       |           |
| 17                | 8     | 12 | Pål Varhaug         | DAMS                    | 22   | +1 okr.       |           |
| Niesklasyfikowani |       |    |                     |                         |      |               |           |
|                   |       | 3  | Charles Pic         | Barwa Addax Team        | 20   |               |           |
|                   |       | 27 | Davide Valsecchi    | Caterham Team Air Asia  | 17   |               |           |
|                   |       | 15 | Jolyon Palmer       | Arden International     | 17   |               |           |
|                   |       | 6  | Esteban Gutiérrez   | Lotus ART               | 15   |               |           |
|                   |       | 25 | Álvaro Parente      | Carlin                  | 10   |               |           |
|                   |       | 23 | Johnny Cecotto Jr.  | Ocean Racing Technology | 6    |               |           |
|                   |       | 21 | Stefano Coletti     | Trident Racing          | 6    |               |           |
|                   |       | 4  | Giedo van der Garde | Barwa Addax Team        | 1    |               |           |
|                   |       | 7  | Dani Clos           | Racing Engineering      | 0    |               |           |
| P                 | + / – | Nr | Kierowca            | Konstruktor             | Okr. | Czas / Strata | Komentarz |

#### Najszybsze okrążenie
| Nr | Kierowca           | Konstruktor        | Czas     | Okr. |
| -- | ------------------ | ------------------ | -------- | ---- |
| 8  | Christian Vietoris | Racing Engineering | 1:46,494 | 23   |

### Lista startowa
| Team                    | Nr | Kierowca            |
| ----------------------- | -- | ------------------- |
| Rapax Team              | 1  | Fabio Leimer        |
| Rapax Team              | 2  | Julián Leal         |
| Barwa Addax Team        | 3  | Charles Pic         |
| Barwa Addax Team        | 4  | Giedo van der Garde |
| Lotus ART               | 5  | Jules Bianchi       |
| Lotus ART               | 6  | Esteban Gutiérrez   |
| Racing Engineering      | 7  | Dani Clos           |
| Racing Engineering      | 8  | Christian Vietoris  |
| iSport International    | 9  | Sam Bird            |
| iSport International    | 10 | Marcus Ericsson     |
| DAMS                    | 11 | Romain Grosjean     |
| DAMS                    | 12 | Pål Varhaug         |
| Arden International     | 14 | Josef Král          |
| Arden International     | 15 | Jolyon Palmer       |
| Super Nova Racing       | 16 | Fairuz Fauzy        |
| Super Nova Racing       | 17 | Adam Carroll        |
| Scuderia Coloni         | 18 | Michael Herck       |
| Scuderia Coloni         | 19 | Luca Filippi        |
| Trident Racing          | 20 | Rodolfo González    |
| Trident Racing          | 21 | Stefano Coletti     |
| Ocean Racing Technology | 22 | Kevin Mirocha       |
| Ocean Racing Technology | 23 | Johnny Cecotto Jr.  |
| Carlin                  | 24 | Max Chilton         |
| Carlin                  | 25 | Álvaro Parente      |
| Caterham Team Air Asia  | 26 | Luiz Razia          |
| Caterham Team Air Asia  | 27 | Davide Valsecchi    |